# Вильдерман, Ганс
Ганс Вильгельм Вильдерман (нем. Hans Wilhelm Wildermann; 21 февраля 1884, Кёльн-Кальк — 1 ноября 1954, Кёльн) — немецкий скульптор, художник, график и театральный декоратор.

## Жизнь и творчество
Г. В. Вильдерман родился в семье юриста. Школьное образование получил в Реклингхаузене и в Кёльне, затем учился в художественных училищах и академиях Мюнхена, Берлина и Дюссельдорфа.
С 1907 года художник живёт и работает в своём родном Кёльне, где под руководством театрального режиссёра и актёра Макса Мартерштейга и его дирижёра Отто Лозе работает над оформлением кёльнских театров. Знакомство с Мартерштиейгом произошло в светском салоне, устраиваемом женой О.Лозе, где регулярно встречались представители театральных и художественных кругов города Кёльн. В это время Вильдерман также создаёт ряд скульптур. В 1911 году художник принимает участие в оперном фестивале, и на следующий год представляет свои работы на выставке Кёльнского общества художников. В том же, 1912 году мастер создаёт скульптурный ансамбль у источника в районе Кёльн-Мюльгейм «Плаванье на корабле»; тогда же встречает режиссёра и постановщика Иоганнеса Маураха, который приглашает Вильдермана для декоративных работ в эссенский театр «Грилло».
В 1913 году художник приезжает в Мюнхен, здесь он знакомится с Паулем Клее, занимается оформительством в Национальном театре Мюнхена, оперных театрах Берлина и Лейпцига. В 1919 году, снова вместе с Маурахом, в городском театре Дортмунда, сценический художник. В 1920 году в Берлине вступает в брак с Эрной Марией Хоайель.
В 1922/23 годах, вместе с Маурахом уезжает в Нюрнберг, в 1926 году перебирается в Бреслау (ныне Вроцлав), где занимает кафедру профессора театральной живописи в местной Академии искусств. С 1936 года мастер является художественным руководителем по оформительским работам Бреслауской оперы.
Г. В. Вильдерман и его творчество пользовались покровительством властей во времена национал-социалистской диктатуры в Германии. Художник получал многочисленные заказы от властей на графическое иллюстрирование литературы, в том числе вышедшую в 1942 году антологию итальянской поэзии «От Данте до Муссолини». В 1944 году, к 60-летию художника, в официальном органе НСДАП по культурной работе с населением, журнале «Музыка и война», была опубликована статья, посвящённая его юбилею: «Ганс Вильдерман, художник сцены». В то же время, в 1937 году властями был конфискован триптих Вильдермана «Трансфигурация», объявленный относящимся к «дегенеративному искусству». После окончания Второй мировой войны художник возвращается в Кёльн.
В изданном в 1933 году Силезским музеем искусств обозрении работ Г. В. Вильдермана насчитывается 589 наименований, среди них 72 картины и 60 пластических работ.

## Галерея

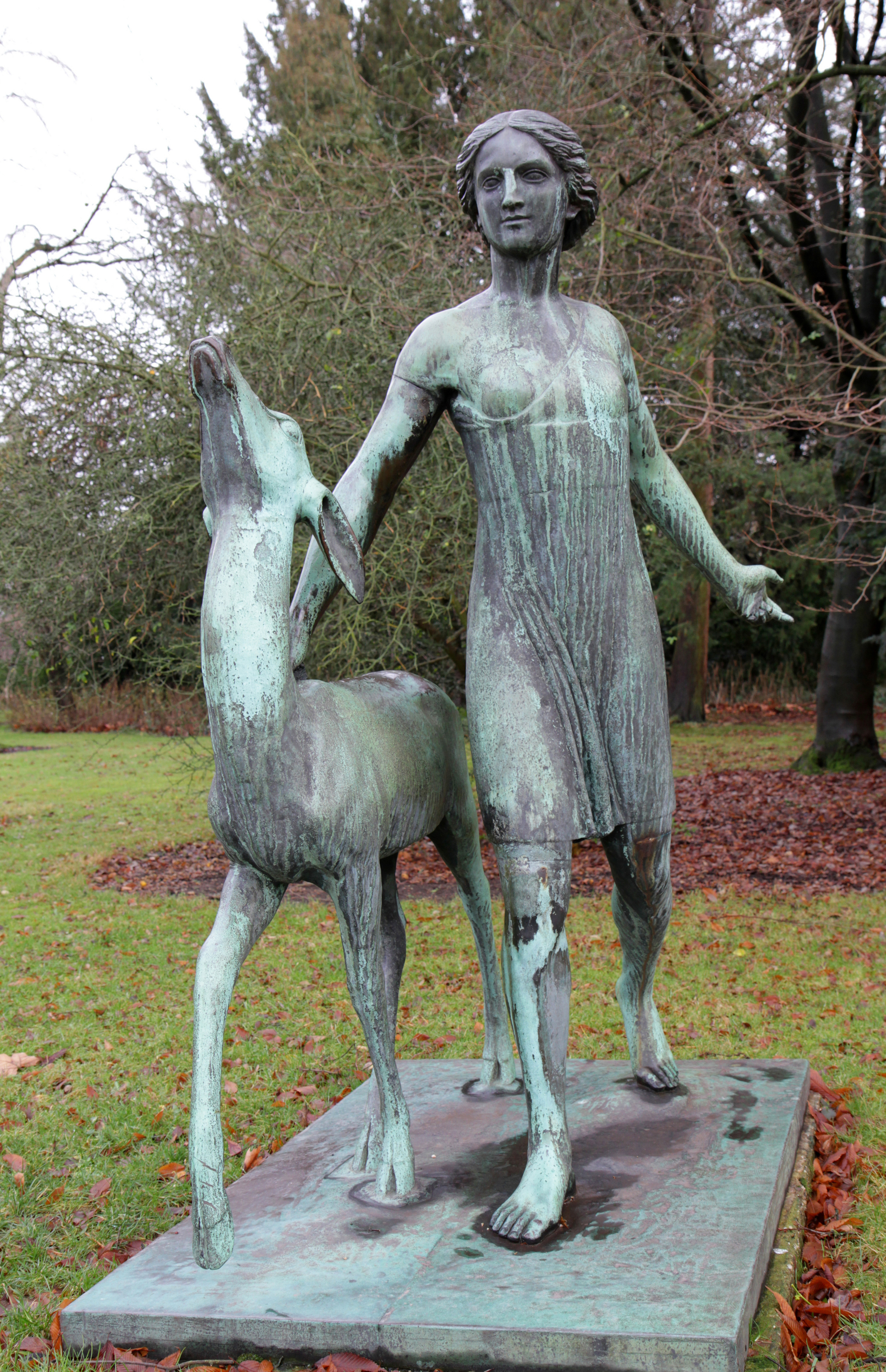
Девочка и серна, 1911
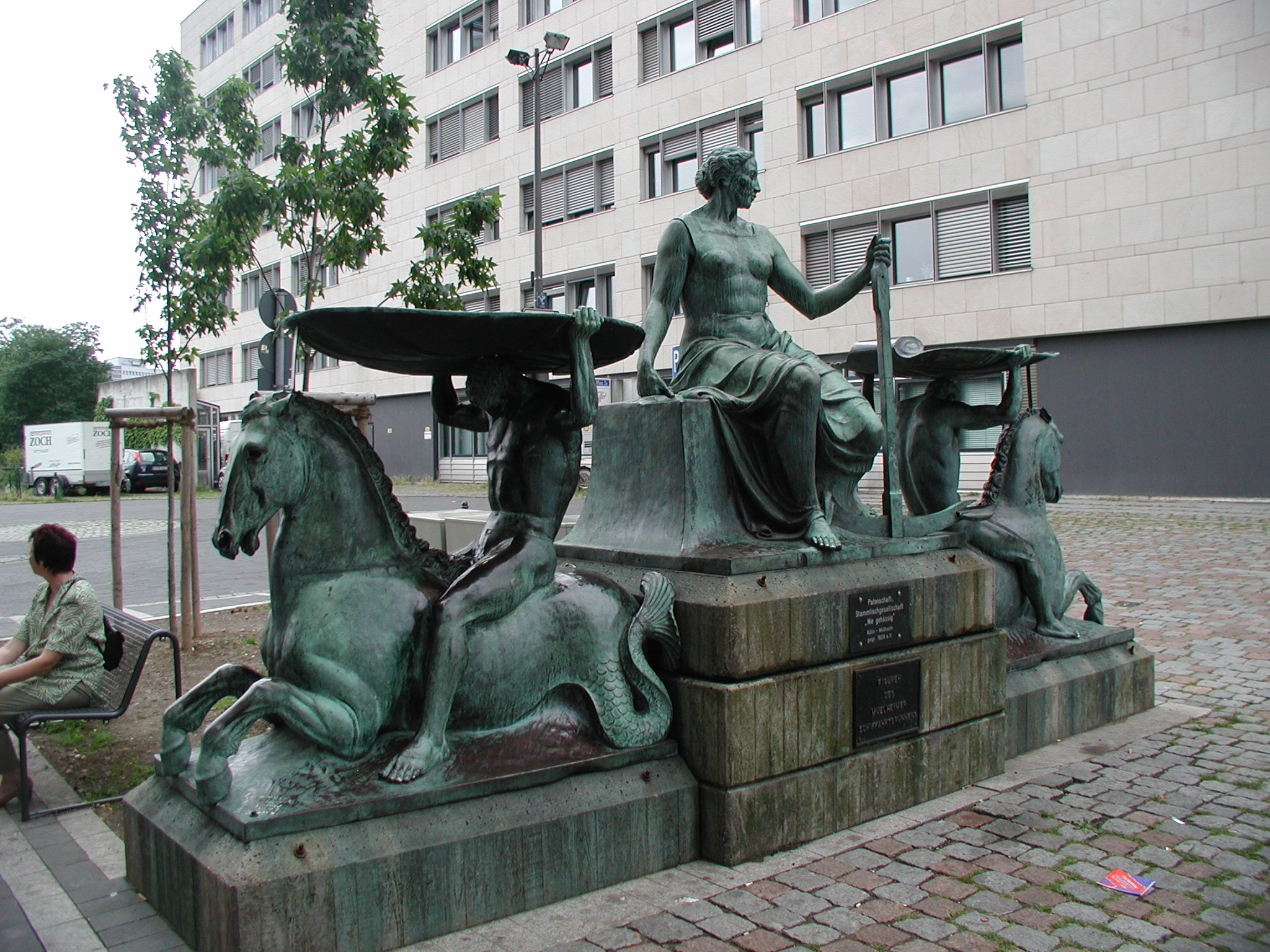
Плаванье на корабле, 1913

## Работы (избранное)

### Картины
- Гомер, 1911, настенное полотно в Немецком театре, Кёльн (погибло во время войны)
- Фауст у моря, 1911, настенное полотно в Немецком театре, Кёльн (погибло во время войны)
- Греческая весна, 1913, настенная картина в Вилле-Круска, Кёльн
- Трансфигурация, Илия, Иоанн Креститель, 1924, триптих, масло по дереву

### Скульптуры
- Доктор Макс Мартерштейг, 1908, бронза
- Девочка и серна, 1911, бронза, Кёльн-Риль, Флора
- Юноша с пони, 1911, бронза, Кёльн-Мюнгерсдорф
- Мальчик с кроликом, 1913, бронза, Кёльн-Кальк (Городской парк)
- Кристиан Моргенштерн, 1918, бронза (Городской музей, Дармштадт)
- Иоанн Креститель, 1924, дерево

### Графика
- Фауст. Действительность, 1909 до 1919, собрание из 49 работ

## Дополнения
- Ansichten der Serie «Faust-Wirklichkeiten» bei krueger-koblenz.de
- Дом Гёте во Франкфурте-на-Майне, собрание графики «Фауст. Действительность» http://www.museum-digital.de/goethehaus/index.php?sv=hans%20wildermann&style=grid&done=yes&startwert=0